# Marcel André J. Gervais
Marcel André Joseph Gervais (* 21. September 1931 in Elie, Manitoba; † 6. August 2023 in Ottawa) war ein kanadischer Geistlicher und römisch-katholischer Erzbischof von Ottawa.

## Leben
Marcel Gervais, neuntes von vierzehn Kindern einer Familie von Tabakfarmern, wuchs zunächst in Elie auf. Später zog die Familie nach Sparta, Ontario. Gervais besuchte die Sparta Continuation School und anschließend die Saint Joseph’s High School in St. Thomas. Danach studierte er Philosophie und Katholische Theologie am Priesterseminar St. Peter in London, Ontario. Am 31. Mai 1958 empfing Gervais das Sakrament der Priesterweihe für das Bistum London (Ontario). Nach weiterführenden Studien an der Päpstlichen Universität Heiliger Thomas von Aquin in Rom (1958–1959), am Päpstlichen Bibelinstitut (1959–1960) und an der École biblique et archéologique française de Jérusalem (1960–1961) erwarb er ein Lizenziat im Fach Bibelwissenschaft.
Nach der Rückkehr in seine Heimat lehrte Gervais von 1962 bis 1976 Bibelwissenschaft am Priesterseminar St. Peter in London. Von 1974 bis 1979 leitete er das Divine Word International Centre of Religious Education in London. Daneben beriet er von 1974 bis 1978 die Internationale Kommission für Englisch in der Liturgie und gehörte von 1975 bis 1980 dem Bildungsausschuss der Catholic Organization for Development and Peace an.
Papst Johannes Paul II. ernannte ihn am 19. April 1980 zum Weihbischof in London und zum Titularbischof von Rossmarkaeum. Die Bischofsweihe spendete ihm der Bischof von London, John Michael Sherlock, am 11. Juni desselben Jahres in der Kathedrale St. Peter in London, Ontario; Mitkonsekratoren waren Charles Aimé Halpin, Erzbischof von Regina, und Aloysius Ambrozic, Weihbischof in Toronto. Gervais wählte den Wahlspruch Evangelizare („Evangelisieren“). Als Weihbischof gehörte Gervais in der Kanadischen Bischofskonferenz den Kommissionen für die Liturgie und für die Glaubenslehre an.
Am 3. Mai 1985 bestellte ihn Johannes Paul II. zum Bischof von Sault Sainte Marie. Die Amtseinführung erfolgte am 17. Juni desselben Jahres. 1989 wurde unter seiner Leitung die zweite Diözesansynode des Bistums Sault Sainte Marie abgehalten. Am 13. Mai 1989 ernannte ihn Johannes Paul II. zum Koadjutorerzbischof von Ottawa. Nach der Emeritierung Joseph-Aurèle Plourdes folgte Gervais ihm am 27. September 1989 als Erzbischof von Ottawa nach. Von 1991 bis 1993 fungierte Gervais zudem als Präsident der Kanadischen Bischofskonferenz. 1997 nahm er an der Sonderversammlung der Bischofssynode für Amerika zum Thema Begegnung mit dem lebendigen Jesus Christus – Weg der Umkehr, der Gemeinschaft und der Solidarität in Amerika teil.
Am 14. Mai 2007 nahm Papst Benedikt XVI. sein altersbedingtes Rücktrittsgesuch an. Gervais starb im August 2023 in der Bruyère Palliative Care Unit in Ottawa.

## Schriften
- L’Évangile de Jean: un commentaire. Conférence des évêques catholiques du Canada, Ottawa 2016, ISBN 978-0-88997-782-2.